# La Nou de Gaià
La Nou de Gaià település Spanyolországban, Tarragona tartományban. La Nou de Gaià Vespella de Gaià, La Pobla de Montornès, Altafulla, La Riera de Gaià és El Catllar községekkel határos. Lakosainak száma 611 fő (2024).

## Népesség
A település népessége az elmúlt években az alábbi módon változott:
| Lakosok száma | 227  | 387  | 393  | 383  | 370  | 440  | 510  | 548  | 603  | 611  |
|               | 1787 | 1900 | 1940 | 1960 | 1986 | 2005 | 2010 | 2014 | 2019 | 2024 |